# إذخر ليموني
الإذخر الليموني أو حشيشة الليمون وتعرف أيضاً باسم عشبة الليمون، أو حشيشة الزيت أو أبو ركبة، حشيشة الجمل، إذخر، حلفابر نوع نباتي يتبع جنس الإذخر من الفصيلة النجيلية. النبات مداري منشؤه جنوب شرق آسيا وله أهمية طبية.

## استعمالاته الطبية
يباع منه غالباً سوقه وهو على درجة كبيرة من الأهمية الطبية. تستعمل أوراقه لصنع الشاي الذي يساعد في التخفيف من آلام البطن والأمعاء. يستعمل أيضاً مضاد اكتئاب ومحسنا للمزاج. يمكن زراعته في المناطق ذات المناخات الدافئة (كالمملكة المتحدة) وهو لا يفضل الغابة. عند فرك أوراقه تظهر رائحة تشبه رائحة الحمضيات وهذا السبب العائد لتسمية النبات بعشبة الليمون.
يحوي هذا النبات العديد من المواد الفعالة ويستخرج منه زيت طيار يستخدم في صناعة كريمات العناية بالبشرة والعديد من الصناعات الطبية.

## وصلات خارجية
- Cymbopogon citratus List of Chemicals (Dr. Duke's)
- Cymbopogon citratusfrom the Biodiversity Heritage Library